# Claude Boucher (inventeur)
Pour les articles homonymes, voir Boucher et Claude Boucher.
Claude Boucher, né le 22 décembre 1842 à Blanzy (Saône-et-Loire) et mort le 12 novembre 1913 à Cognac, est un artiste verrier français. 
Il s'installe en Charente et en Vendée. À Cognac, il met au point une machine qui évite les problèmes de casse des bouteilles à la fabrication. C'est l'inventeur de la mécanisation de la fabrication des bouteilles. Le cul des bouteilles vient du procédé de fabrication de l'époque. Il dépose des brevets en 1894 et 1898. 

## La vie de Claude Boucher par George B. Stirbei
Écrite à la suite du décès de Claude Boucher, la nécrologie de George Barbu Știrbei éclaire le parcours de Claude Boucher depuis sa jeunesse en Saône-et-Loire (Blanzy) jusqu'à son décès à Cognac. Humaniste, Claude Boucher y est décrit comme un bienfaiteur caché, inquiet de la santé des verriers, travailleurs d'une « des industries les plus funestes à la santé humaine ».
Le samedi 15 novembre 1913, date de ses funérailles, « une foule compacte triste et désolée conduisait à sa dernière demeure [...] le grand maître verrier de Cognac. [...] Sa mort fut un deuil public : son corbillard, entouré de ses enfants et petits-enfants, accompagné par M. Billard, vice-président du conseil général de la Seine, son ami, accouru de Paris, traversa silencieusement la ville de Cognac. Par un sentiment de respect et de reconnaissance tous les habitants avaient fermé leurs magasins ».

## Enfance
Claude Boucher naquit à Blanzy, le 22 décembre 1842. Ses parents, tous deux nés en 1816, sont originaires de Saône-et-Loire. Son père, François, né à Sassangy, est meunier et sa mère, Marie-Louise Malot, née à Genouilly, est domestique. Pauvres et illettrés, après leur mariage en 1837, ils emménagent à Blanzy où le père de Claude trouve un emploi de chauffeur (métier consistant à alimenter et maintenir en activité les fours) dans une verrerie. À dix ans le jeune Claude Boucher y travaille comme beaucoup d'enfants de l'époque, amenant les bouteilles au four de recuisson avant d'être employé à la conception des creusets en argile réfractaire recevant le verre fondu.

## Une carrière fulgurante
Autodidacte, ingénieux et assidu, Claude Boucher passe du poste de contremaître dès 23 ans à celui de directeur d'une verrerie en Vendée.  Pendant ce temps, ainsi que le souligne Stirbey, il remarque la détérioration de la santé des souffleurs de verre, l'élévation des températures des fours, portés à plus de 1500 degrés amenant des refroidissements dangereux suivis de fluxions de poitrine, bronchites des plus néfastes. De même souhaitait-il mettre un terme au dépérissement de la vue des ouvriers, aux brûlures de la gorge et des joues, à la transmission de maladies contagieuses par la canne à verrier.
En 1878, à 36 ans, il est invité à créer la verrerie du faubourg Saint-Martin à Cognac. C'est là qu'il met en application son génie d'invention, remplaçant la verrerie par un four à bassin contenant 400 000 kilogrammes de verre fondu et permettant la production de 50 000 bouteilles par jour. Cet essor relègue à l'oubli la production limitée des verreries artisanales et offre à la vente et à l'exportation des vins, liqueurs et eaux minérales une dimension jusqu'alors inconnue.
En France, pas moins de 14 verreries achètent les brevets de fabrication, abandonnant les anciennes méthodes de fabrication. À l'étranger, Angleterre, Espagne, Portugal, Hongrie, Chili, Cuba, Argentine adhèrent à la fabrication mécanique de la bouteille. Le 22 décembre 1902, onze ans avant son décès, l'Académie des sciences décerne à Claude Boucher le grand prix Montyon reconnaissant à l'unanimité que M. Claude Boucher a le premier résolu le difficile problème de la fabrication des bouteilles, reconnaissant également l'immense service rendu par cet inventeur à l'industrie verrière et à l'hygiène des ouvriers verriers. En 1909, le gouvernement le nomme Chevalier de la Légion d'Honneur.

## Un esprit avide
Une citation rapportée par Georges B. Stirbey, lequel insiste sur la modestie et la simplicité de l'inventeur, souligne l'importance que revêtent la lecture et l'apprentissage : « Le peu que je sais, je l'ai appris en lisant. Enfant, j'ai eu le goût de m'instruire, l'histoire des nations m'intéressait, mais j'étais attiré surtout par les sciences, notamment la géographie, la géologie, la minéralogie. J'ai étudié seul, sans maître, sans méthode ; dès que je devins contremaître, j'avais été étonné de l'ignorance des directeurs des autres verreries et j'ai compris que l'étude de la chimie était l'étude nécessaire, indispensable de ma partie. Les ouvrages de Regnaud, de Pelouze, de Frémy, dans le petit et simple laboratoire que je m'étais arrangé devinrent mes compagnons journaliers ».

## Photographie

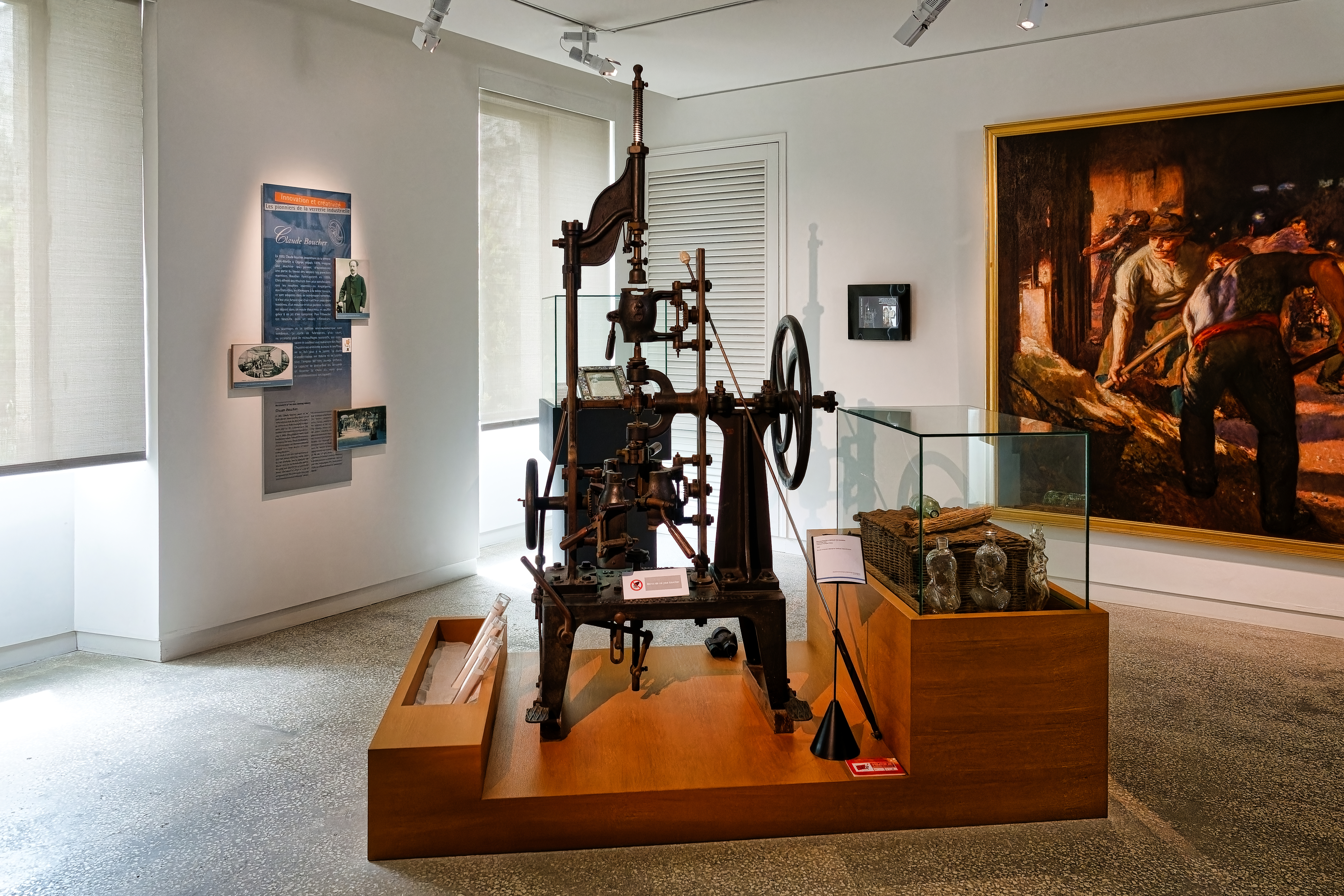
Machine Boucher à fabriquer des bouteilles